# Хејзел Дел Норт (Вашингтон)
Хејзел Дел Норт (енгл. Hazel Dell North) град је у америчкој савезној држави Вашингтон.

## Демографија
По попису из 2000. године број становника је 9.261.
| Група             | 2000.         | 2010.    |
| Белци             | 7.442 (80,4%) | 0 (0,0%) |
| Афроамериканци    | 239 (2,6%)    | 0 (0,0%) |
| Азијати           | 207 (2,2%)    | 0 (0,0%) |
| Хиспаноамериканци | 1.037 (11,2%) | 0 (0,0%) |
| Укупно            | 9.261         | 0        |